# Гравитация с массивным гравитоном
Гравитация с массивным гравитоном — название класса теорий гравитации, в которых частица-переносчик взаимодействия (гравитон) предполагается массивной, примером является релятивистская теория гравитации. Характерная особенность таких теорий — проблема разрыва ван Дама — Вельтмана — Захарова (англ. vDVZ (van Dam-Veltman-Zakharov) discontinuity), то есть наличие конечной разности в предсказаниях предела такой теории при массе гравитона, стремящейся к нулю, и теории с безмассовой частицей с самого начала.

## Проблемы массивного гравитона в линейном приближении
Общую теорию относительности в линеаризованном пределе можно сформулировать как теорию безмассового поля спина 2 на пространстве Минковского, описываемого симметричным тензором {\displaystyle h_{\mu \nu }}. Естественным обобщением такой теории является введение в лагранжиан массового члена различного вида. Чаще всего такой член выбирают в виде Паули — Фирца {\displaystyle m^{2}(h_{\mu \nu }-\eta _{\mu \nu }h)}, что как можно показать, наиболее естественно, однако возможен и другой выбор (типа {\displaystyle m^{2}(h_{\mu \nu }-\alpha \eta _{\mu \nu }h),\ \alpha \neq 1}). При этом уравнения движения для гравитационного поля приобретают вид 
{\displaystyle -\square h_{\mu \nu }+h_{\mu ,\lambda \nu }^{\lambda }+h_{\nu ,\lambda \mu }^{\lambda }-\eta _{\mu \nu }h_{,\kappa \lambda }^{\kappa \lambda }-h_{,\mu \nu }+\eta _{\mu \nu }\square h+m^{2}(h_{\mu \nu }-\alpha \eta _{\mu \nu }h)={\frac {16\pi G}{c^{4}}}T_{\mu \nu },}
где индексы поднимаются и опускаются метрикой Минковского {\displaystyle \eta _{\mu \nu }}, {\displaystyle \square } — оператор д'Аламбера, 
{\displaystyle G} — гравитационная постоянная Ньютона, {\displaystyle T_{\mu \nu }} — тензор энергии-импульса источников поля. Дивергенция этих уравнений в силу законов сохранения должна быть равна 0, что даёт {\displaystyle h_{\mu \nu }^{,\nu }=\alpha h_{,\mu }} и после подстановки в уравнения и взятия следа 
{\displaystyle 2(\alpha -1)\square h+m^{2}(1-4\alpha )h={\frac {16\pi G}{c^{4}}}T.}
Поэтому имеется две различные возможности: либо {\displaystyle \alpha =1} — тогда след тензора {\displaystyle h=-{\frac {16\pi G}{3c^{4}m^{2}}}T} не является динамической переменной теории, а всецело определяется следом источника {\displaystyle T}, либо {\displaystyle \alpha \neq 1} и {\displaystyle h} — динамическая переменная. Первый случай даёт обоснование массовому члену Паули — Фирца, но приводит к следующему выражению для гравитационного поля:
{\displaystyle {\frac {c^{4}}{16\pi G}}h_{\mu \nu }={\frac {1}{-\square +m^{2}}}\left(T_{\mu \nu }-{\frac {1}{3}}\eta _{\mu \nu }T\right)+{\frac {1}{3m^{2}}}{\frac {1}{-\square +m^{2}}}T_{,\mu \nu },}
где введено краткое обозначение {\displaystyle {\frac {1}{-\square +m^{2}}}} для интегрального оператора, обратного дифференциальному {\displaystyle (-\square +m^{2})}, в отличие от 
{\displaystyle {\frac {c^{4}}{16\pi G}}h_{\mu \nu }={\frac {1}{-\square }}\left(T_{\mu \nu }-{\frac {1}{2}}\eta _{\mu \nu }T\right)}
в линеаризованной общей теории относительности. Таким образом, получаемая теория имеет две проблемы при {\displaystyle m\to 0}, выражающиеся в неправильной величине гравитационных эффектов от первого слагаемого (1/3 вместо 1/2), а также в стремлении второго из них к бесконечности. Первый отмеченный эффект и носит название разрыва ван Дама — Вельтмана — Захарова по именам первооткрывателей. В частности, из-за этого отклонение света в теории {\displaystyle m\to 0} составляет 3/4 величины общей теории относительности, а прецессия перигелия — 2/3.
Второй подход приводит к появлению новой динамической степени свободы, которая восстанавливает предсказания до нужного уровня, так как общее решение имеет вид
{\displaystyle {\frac {c^{4}}{16\pi G}}h_{\mu \nu }={\frac {1}{-\square +m^{2}}}\left(T_{\mu \nu }-{\frac {1}{3}}\eta _{\mu \nu }T\right)-{\frac {1}{-\square +m_{0}^{2}}}{\frac {1}{6}}\eta _{\mu \nu }T+{\frac {2\alpha -1}{2(1-\alpha )}}{\frac {1}{-\square +m^{2}}}{\frac {1}{-\square +m_{0}^{2}}}T_{,\mu \nu },}
где {\displaystyle m_{0}^{2}=m^{2}{\frac {4\alpha -1}{2(1-\alpha )}}}, и при {\displaystyle m\to 0} первый и второй член дают 1/3 + 1/6 = 1/2. Но при взаимодействии с материей второй член участвует со знаком, противоположным первому, так что он представляет собой скалярное поле отрицательной энергии (англ. ghostlike field), что вызывает нестабильность теории по отношению к перекачке в него энергии.
Вообще корень проблемы лежит в разложении массивного поля спина 2 по спиральностям и их взаимодействии с веществом. При стремлении массы поля к нулю компоненты спиральности {\displaystyle \pm 1} отделяются от остальных, образуя независимое свободное безмассовое поле Максвелла, но компоненты спиральности {\displaystyle \pm 2} и {\displaystyle 0} остаются зацеплёнными и взаимодействуют с веществом совместно. Ситуацию можно решить добавлением ещё одного скалярного поля, но для восстановления корректного предела оно должно иметь отрицательную энергию, что опять-таки недопустимо в стабильной теории поля.
Более подробный разбор, не ограничивающийся линеаризованным приближением, проведён в работах .